# Grb Občine Trnovska vas
Grb Občine Trnovska vas je upodobljen na ščitu z izbočenim zgornjim robom. Grb je deljen na dva dela, spodnji del je vijoličen, zgornji del pa je rumene barve. Obroba, ki ni obvezna, je srebrne barve in široka 1/85 višine ščita.
V zgornjem polju ščita sta v sredini prekrižani močvirski logarici, v spodnjem vijoličnem pa stiliziran grozd, sestavljen iz šestih rumenih jagod.
Zgornji del grba z močvirsko logarico predstavlja ravninski del občine ob reki Pesnici (Biš, Ločič in Trnovsko vas). Spodnji del grba s stiliziranim grozdom predstavlja vasi, ki ležijo v gričenatem začetku Slovenskih goric (Bišečki Vrh, Črmlja, Sovjak in Trnovski Vrh).